# Atherigona naquvii
Atherigona naquvii este o specie de muște din genul Atherigona, familia Muscidae, descrisă de Steyskal în anul 1966. Conform Catalogue of Life specia Atherigona naquvii nu are subspecii cunoscute.